# Tenuta di Sant'Agata
La Villa e tenuta di Sant'Agata fu la casa di campagna acquistata nella frazione omonima di Villanova sull'Arda dal musicista Giuseppe Verdi coi proventi delle sue opere e costituì la sua principale abitazione a partire dal 1851, vivendovi con la seconda moglie Giuseppina Strepponi.

## Storia

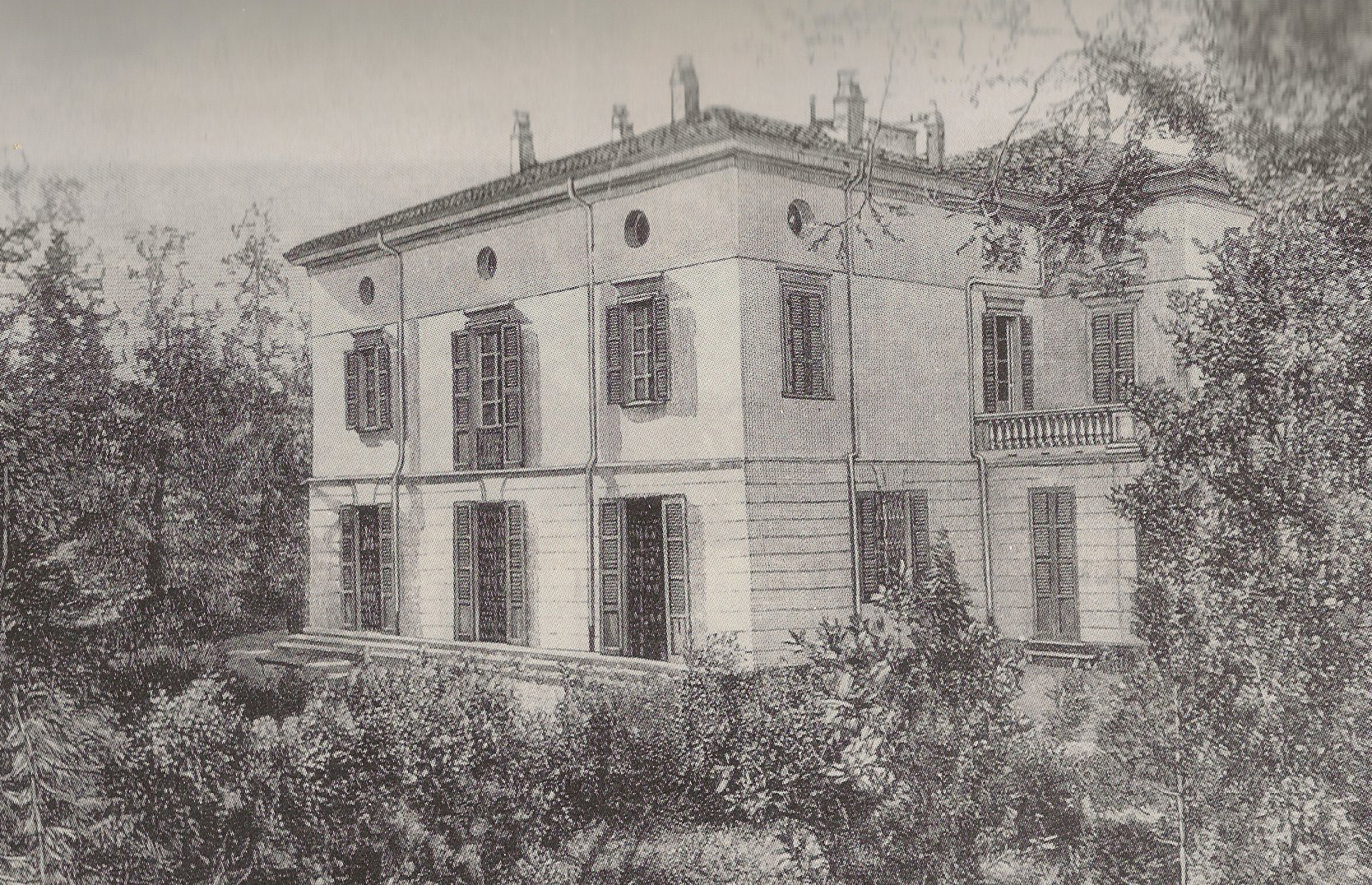
Villa Verdi in una stampa del 1859-65

Nel 1844, grazie ai primi guadagni con la prima dell' Ernani a Venezia, Giuseppe Verdi era stato consigliato da Antonio Barezzi nell'acquisto di un podere, quello detto "Pulgaro", in prossimità delle Roncole, frazione di Busseto dove era nato e cresciuto con l'intento di ravvicinare il giovane maestro alla sua terra, facendogli comprare dei possedimenti in loco.
Malgrado questo Verdi visitò poco il podere del "Pulgaro" che preferì affidare nella conduzione ai suoi genitori.
Il 1 maggio 1848 decise di comprare, su suggerimento di suo padre, una nuova tenuta nel piacentino, la Tenuta di Sant'Agata, che disponeva anche di una villa. Il nuovo possedimento, lasciato in eredità per l'improvvisa morte del signor Merli alla moglie Rosa Guindani ed ai suoi figli, aveva la ragguardevole estensione di 350 biolche (1.078.500,5 m²). Oltre a questo Verdi ottenne da contratto tutte le sementi, i pali per le viti, quattro grandi botti da 50 brente ciascuna, tre tine per il vino e la preziosa "macchina dell'Ongina", una pompa  meccanica in grado di aspirare l'acqua dal vicino torrente Ongina e di convogliarla per l'irrigazione dei suoi possedimenti. Oltre all'Ongina, Verdi poteva disporre della vicinanza delle acque dell'Arda e soprattutto del Po.
Dopo avervi ospitato i genitori per qualche tempo, Verdi si accorse che i conti non quadravano ed i rapporti con suo padre Carlo peggiorarono. Nel 1857 Verdi invitò suo padre ad andare a risiedere a Busseto e progressivamente iniziò a riadattare la casa secondo le proprie esigenze, facendo ristrutturare completamente la casa padronale e dedicandosi sempre più alla creazione del parco ed alla conduzione dei campi.
In una sua lettera all'editore parigino Leone Escudier, Giuseppina Strepponi il 4 luglio 1867 scriveva: «Il suo amore per la campagna è divenuto mania, follia, rabbia, furore, tutto ciò che si può immaginare di più esagerato. Egli si alza al nascere del giorno per andare a esaminare il grano, il mais, la vigna. Rientra morto di fatica e allora come trovare il modo di fargli prendere la penna?».
Molte opere videro la luce a Sant'Agata: Il trovatore e La traviata nel 1853, il Simon Boccanegra e l'Aroldo nel 1857, Un ballo in maschera nel 1859, La forza del destino nel 1862, il Don Carlos nel 1867, Aida nel 1871, Otello nel 1887 e Falstaff nel 1893. Nella residenza di Sant'Agata, Verdi compose anche il Requiem in onore di Alessandro Manzoni, diretto dall'autore poi nella chiesa milanese di San Marco la sera del 22 maggio 1874. 

### La villa oggi
Attualmente, la villa è di proprietà dei discendenti di Maria Filomena Verdi, figlia di un cugino di Giuseppe Verdi che egli mantenne come sua figlia e che abitò la villa come i suoi discendenti dopo la morte del maestro.
Nel gennaio 2023 il ministro della Cultura Gennaro Sangiuliano ha annunciato la nascita di una fondazione partecipata da ministero, regione e dai Comuni di Busseto e Villanova per acquistare la villa e proteggerla dal degrado.

## Il museo

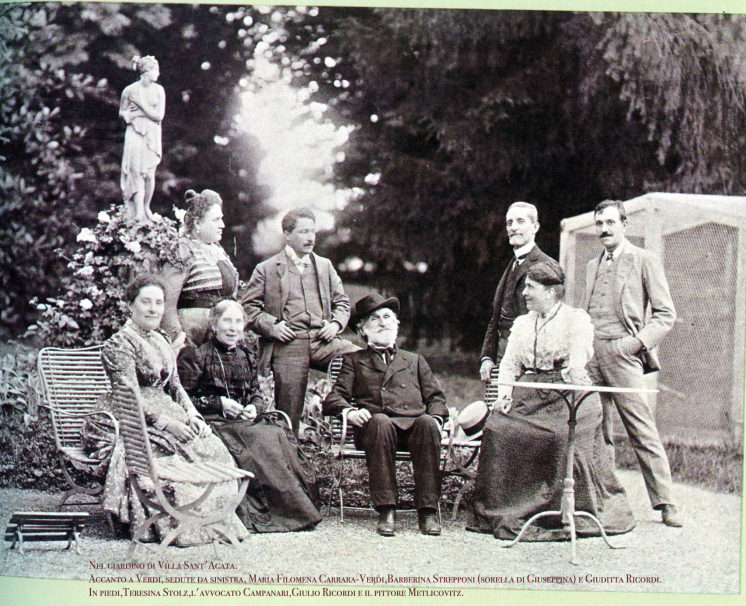
Verdi con la famiglia nei giardini della Villa a fine '800.

Dopo la morte del compositore, la villa è divenuta un museo e di essa si possono visitare le stanze aperte al pubblico. La famiglia ha aperto al pubblico cinque sale al piano terra della villa tra cui: la camera da letto di Giuseppina Strepponi dove ella morì nel novembre del 1897; il camerino dei vestiti dominato oggi da un piano di marca Fritz a sei pedali che Verdi utilizzava al tempo de Rigoletto e di Aida; la camera da letto di Verdi dove dormiva e lavorava, oltre ad uno studio dove era solito tenere i conti della tenuta ed amministrarla. L'ultima sala in ordine di tempo conserva il mobilio della camera del Grand Hotel et de Milan dove il maestro morì il 23 gennaio 1901. Al di fuori della villa, si può visitare il grande parco con le grotte, la ghiacciaia e il bellissimo ponte rosso, le carrozze e le cantine.

## Il giardino

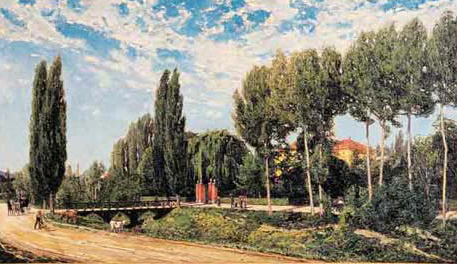
Vista di Villa Verdi e del suo parco in un dipinto del 1870

Il giardino, voluto espressamente da Verdi, è contraddistinto da un laghetto circondato da Taxodium distichum, delle conifere particolarmente adatte a vivere nei pressi dell'acqua e che sono originarie degli Stati Uniti. Per completare il proprio progetto, Verdi ordinò altri alberi adulti, fiori e arbusti in data 11 marzo 1868 alla ditta milanese dei fratelli Burdin: "120 platani, 6 larici, 3 tassi, 1 Pinus Benthamiana, 1 sequoia, 1 Quercus fastigiata, 1 Quercus Banisterii, 2 magnolie, 1 Maclura, 6 Aleagnus reflexa, 12 Kalmia, 12 Anemone hupehensis." Interessante è anche l'aiuola frontale alla casa, contraddistinta da una forma a cuore.
In esso si trova anche il cippo eretto da Verdi in onore del cane maltese Lulù che per anni fu il cane preferito del maestro assieme a Yvette e Moschino, i suoi cani da caccia.
Il giardino venne cantato anche dal poeta parmense Giancarlo Conti.

## Principali ospiti illustri
Proprio perché la tenuta di Sant'Agata divenne il centro focale della vita di Verdi dalla metà degli anni '50 dell'Ottocento, molti personaggi che volevano incontrare il maestro venivano qui a fargli visita. Tra questi ricordiamo i più rilevanti:
- Arrigo Boito, letterato, librettista e compositore
- Tito I Ricordi, editore italiano delle opere di Verdi
- Giulio Ricordi, editore italiano delle opere di Verdi, figlio del precedente
- Leone Escudier, editore parigino delle opere di Verdi
- Pietro Mascagni, compositore e direttore d'orchestra
- Arturo Toscanini, direttore d'orchestra
- Angelo Mariani, direttore d'orchestra
- Teresa Stolz, cantante d'opera
- Emanuele Muzio, direttore d'orchestra e collaboratore di Verdi
- Antonio Ghislanzoni, librettista e poeta
- Giuseppe Gallignani, compositore e direttore d'orchestra
- Giovanni Tebaldini, compositore e direttore d'orchestra